# خوسيه أرياس
خوسيه أرياس (بالإسبانية: José Arias Carralón)‏ هو متزحلق جبال الألب إسباني، ولد في 27 أغسطس 1922، وتوفي في 7 يناير 2015.

## وصلات خارجية
- خوسيه أرياس على موقع أوليمبيديا (الإنجليزية)